# Olpium intermedium
Olpium intermedium är en spindeldjursart som beskrevs av Beier 1959. Olpium intermedium ingår i släktet Olpium och familjen Olpiidae. Inga underarter finns listade i Catalogue of Life.